# Skoda 120
A Skoda gyár a csehszlovák Mladá Boleslav településen volt. A 120-as sorozatot 1976 és 1990 között gyártottak.

## Kezdeti tervezés
Az 1970-es évek elején a Škoda eredetileg a S100/110 utódját kívánta előállítani mint elülső motorral szerelt, elsőkerék-meghajtású modellt. Azonban a finanszírozás hiánya miatt (a Škoda még Moszkvában is engedélyt kért előmotoros és elsőkerék-meghajtású járművek gyártásához), a Škodától megtagadták az engedélyt, és kénytelen volt frissíteni a korábbi S100/110 modelleket. A fő oka annak, hogy a Škoda nem kapott engedélyt új autójának gyártására, az volt, hogy modernebb autónak bizonyult volna, mint a Szovjetunió bármely más autója.
Abban az időben a legtöbb Szovjetunióból származó autó hátsókerék-meghajtású volt. Volt még egy elsőkerék-meghajtású Škoda 105/120 prototípus is, amely kinézetre szinte azonos volt a később sorozatgyártásba kerülő változattal. Mivel az importot tiltották, a Škoda nem rendelkezett megfelelő erőforrásokkal vagy technológiával ahhoz, hogy elülső hajtású, elülső motorral szerelt autót állítson elő.